# Filmografia lui Christopher Nolan
Aceasta este filmografia lui Christopher Nolan care include filmele în care a fost creditat ca regizor, producător sau scenarist precum și numărul de nominalizări și premii obținute de filmele acestuia la cele mai importante ceremonii.

## Filmografie

### Lung metraje
| An   | Film                                  | Creditat ca                  | Note |
| ---- | ------------------------------------- | ---------------------------- | --- |
| 1998 | Urmăritorul                           | Regizor/producător/scenarist | |
| 2000 | Memento                               | Regizor/scenarist            | Nominalizare la Premiul Oscar pentru cel mai bun scenariu original Nominalizare la Premiul Globul de Aur pentru cel mai bun scenariu |
| 2002 | Insomnia                              | Regizor                      | |
| 2005 | Batman - Începuturi                   | Regizor/scenarist            | |
| 2006 | Prestigiul                            | Regizor/producător/scenarist | |
| 2008 | Cavalerul negru                       | Regizor/producător/scenarist | |
| 2010 | Începutul                             | Regizor/producător/scenarist | Nominalizare la Premiul Oscar pentru cel mai bun film Nominalizare la Premiul Oscar pentru cel mai bun scenariu original Nominalizare la Premiul Globul de Aur pentru cel mai bun regizor Nominalizare la Premiul Globul de Aur pentru cel mai bun scenariu Nominalizare la Premiul BAFTA pentru cel mai bun film Nominalizare la Premiul BAFTA pentru cel mai bun regizor Nominalizare la Premiul BAFTA pentru cel mai bun scenariu original |
| 2012 | Cavalerul negru: Legenda renaște      | Regizor/producător/scenarist | |
| 2013 | Man of Steel                          | Producător                   | |
| 2014 | Interstellar: Călătorind prin univers | Regizor/producător/scenarist | |
| 2014 | Transcendence: Viață după moarte      | Producător executiv          | |
| 2016 | Batman v Superman: Dawn of Justice    | Producător executiv          | |
| 2017 | Liga Dreptății                        | Producător executiv          | |
| 2017 | Dunkirk                               | Regizor/producător/scenarist | Nominalizare la Premiul Oscar pentru cel mai bun film Nominalizare la Premiul Oscar pentru cel mai bun regizor Nominalizare la Premiul Globul de Aur pentru cel mai bun film dramatic Nominalizare la Premiul Globul de Aur pentru cel mai bun regizor Nominalizare la Premiul BAFTA pentru cel mai bun film Nominalizare la Premiul BAFTA pentru cel mai bun regizor                                                                         |
| 2020 | Tenet                                 | Regizor/producător/scenarist | |

### Scurt metraje
| An   | Titlu             | Creditat ca                                       | Note                             |
| ---- | ----------------- | ------------------------------------------------- | -------------------------------- |
| 1997 | Doodlebug         | Regizor/producător/scenarist/cameraman            | Trecut "Chris Nolan" în generic. |
| 2015 | Quay              | Regizor/producător/compozitor/director de imagine | Documentar                       |
| 2019 | The Doll's Breath | Producător executiv                               |                                  |

## Nominalizări și premii
| An    | Film                                  | Nominalizări la Premiile Oscar | Premii Oscar câștigate | Nominalizări la Globul de Aur | Globuri de Aur câștigate | Nominalizări la Premiile BAFTA | Premii BAFTA câștigate |
| ----- | ------------------------------------- | ------------------------------ | ---------------------- | ----------------------------- | ------------------------ | ------------------------------ | ---------------------- |
| 1998  | Urmăritorul                           |                                |                        |                               |                          |                                |                        |
| 2000  | Memento                               | 2                              |                        | 1                             |                          |                                |                        |
| 2002  | Insomnia                              |                                |                        |                               |                          |                                |                        |
| 2005  | Batman - Începuturi                   | 1                              |                        |                               |                          | 3                              |                        |
| 2006  | Prestigiul                            | 2                              |                        |                               |                          |                                |                        |
| 2008  | Cavalerul negru                       | 8                              | 2                      | 1                             | 1                        | 9                              | 1                      |
| 2010  | Începutul                             | 8                              | 4                      | 4                             |                          | 9                              | 3                      |
| 2012  | Cavalerul negru: Legenda renaște      |                                |                        |                               |                          | 1                              |                        |
| 2014  | Interstellar: Călătorind prin univers | 5                              | 1                      | 1                             |                          | 4                              | 1                      |
| 2017  | Dunkirk                               | 8                              | 3                      | 3                             |                          | 8                              | 1                      |
| Total | Total                                 | 34                             | 10                     | 10                            | 1                        | 34                             | 6                      |